# Флигельман
Флигельма́н (от нем. Flügel — крыло)  — звание флангового солдата, который выбегал вперед для указания приёмов ружьём в Вооружённых Силах Российской Империи.

## История
В уставе, от 1755 года, появляется требование эфектов в ружейных приёмах, и высшая степень их совершенства заключалась в «метании артикулов» по знакам флигельмана с «прихлопыванием» по суме и «пристукиванием крепко по ружью», от этого даже стали портить ружья.
На окончание XVIII столетия, флигельманом назывался, по уставу от 1796 года, правофланговый унтер-офицер роты, который во время учения выходил вперед и проделывал темпы ружейных приёмов, а по его темпам исполняла приёмы вся рота. По тому же уставу первые роты в батальоне назывались флигель-ротами.

Развод — от оного главное влияние в обучение

I. Исправься! Бей сбор! Ученье будет! Приёмы и повороты по команде, по флигельману, по барабану.— А. В. Суворов, Ученье разводное, или пред разводом, Наука побеждать.
К окончанию XIX столетия звание флангового солдата или флигельмана было упразднено.